# Galeandra devoniana
Espèce
Classification phylogénétique
Galeandra devoniana est une espèce de plantes à fleurs de la famille des Orchidaceae (les orchidées) et du genre Galeandra originaire de la forêt amazonienne du Venezuela et du Brésil. Elle honore la mémoire du comte de Devonshire.